# Schizaphis minuta
Schizaphis minuta är en insektsart som först beskrevs av Van der Goot 1917.  Schizaphis minuta ingår i släktet Schizaphis och familjen långrörsbladlöss. Inga underarter finns listade i Catalogue of Life.